# Peter Knoblauch
Peter Knoblauch (* 13. August 1911 in Berlin; † 1945) war ein deutscher Klassischer Archäologe.
Peter Knoblauch studierte 1930/31 und 1934/35 bei Paul Jacobsthal an der Universität Marburg, dazwischen bei Herbert Koch an der Universität Halle. 1933/34 inventarisierte und bearbeitete er die minoischen, mykenischen, griechischen und römischen Antiken im Robertinum. Seine Inventarnummern haben bis heute Bestand. Die geplante Promotion in Marburg bei Jacobsthal kam nicht zustande, weil dieser auf der Grundlage antisemitischer Gesetzgebung 1935 seines Lehramtes enthoben wurde. So wurde Knoblauch 1938 in Halle mit der viel gelobten Arbeit Studien zur archaisch-griechischen Tonbildnerei in Kreta, Rhodos, Athen und Böotien promoviert. Im Anschluss daran bekam er Ärger mit dem Reichserziehungsministerium, weil er im Vorwort zur Dissertation auch jüdischen Freunden gedankt hatte. Als Inhaber des Wülfing-Stipendiums konnte Knoblauch seit 1939 als Mitarbeiter der Außenstelle Athen des Deutschen Archäologischen Instituts in Megalopolis graben. 1939 forschte er zum Theater, 1940 zum Zeus-Tempel. 1987/88 fand der Archäologe Hans Lauter Knoblauchs Nachlass im Archäologischen Seminar der Marburger Universität. Hier fanden sich über 70 Bauzeichnungen, ein Tagebuch und ein Negativfilm mit der Dokumentation der Vermessungs- und Grabungskampagne. Mit der Hilfe der Unterlagen konnte Lauter lange umstrittene Fragen zu Megalopolis klären. Knoblauch selbst konnte seine Forschungen nicht mehr aufarbeiten. Er wurde im Winter 1940/41 zur Wehrmacht einberufen und nahm am Zweiten Weltkrieg teil. Er starb 1945.

## Schriften
- Studien zur archaisch-griechischen Tonbildnerei in Kreta, Rhodos, Athen und Böotien, Nieft, Bleicherode 1937

## Belege
1. ↑  Dagmar Aversano-Schreiber: Web-Rezension zu: Robertin-database. In: H-Soz-u-Kult, 23. Oktober 2004
2. ↑  Inventarverzeichnisse und Materialpublikationen
3. ↑  Stefan Altekamp: Klassische Archäologie und Nationalsozialismus. In: Kulturwissenschaften und Archäologie.
4. ↑  Hans Lauter: Megalopolis – keine Stadt wie jede andere

| Personendaten    | Personendaten                    |
| ---------------- | -------------------------------- |
| NAME             | Knoblauch, Peter                 |
| KURZBESCHREIBUNG | deutscher Klassischer Archäologe |
| GEBURTSDATUM     | 13. August 1911                  |
| GEBURTSORT       | Berlin                           |
| STERBEDATUM      | 1945                             |